# Història del disseny gràfic
La Història del disseny gràfic té la seva gènesi en l'art parietal prehistòric si bé la disciplina no es funda com a tal en la revolució industrial. Es tracta d'una disciplina molt vinculada a la comunicació, la publicitat, el packaging, la història de l'art, entre d'altres. És per això que el disseny gràfic beu de les disciplines culturals del seu context. Quentin Newark ens diu que el disseny gràfic és "la més universal de totes les arts" fent referència a l'abast que té en el nostre dia a dia. De fet, el disseny gràfic té presència en pràcticament tots els àmbits, des de senyals de trànsit en carrers, falques publicitàries, publicitat en revistes, entre d'altres. Els seus usos estan tan lligats a la nostra societat actual que Marshall McLuhan ens parla del terme "home tipogràfic" qualificant l'ésser humà d'íntimament vinculat al disseny gràfic.

## Orígens

### Els inicis de la comunicació visual

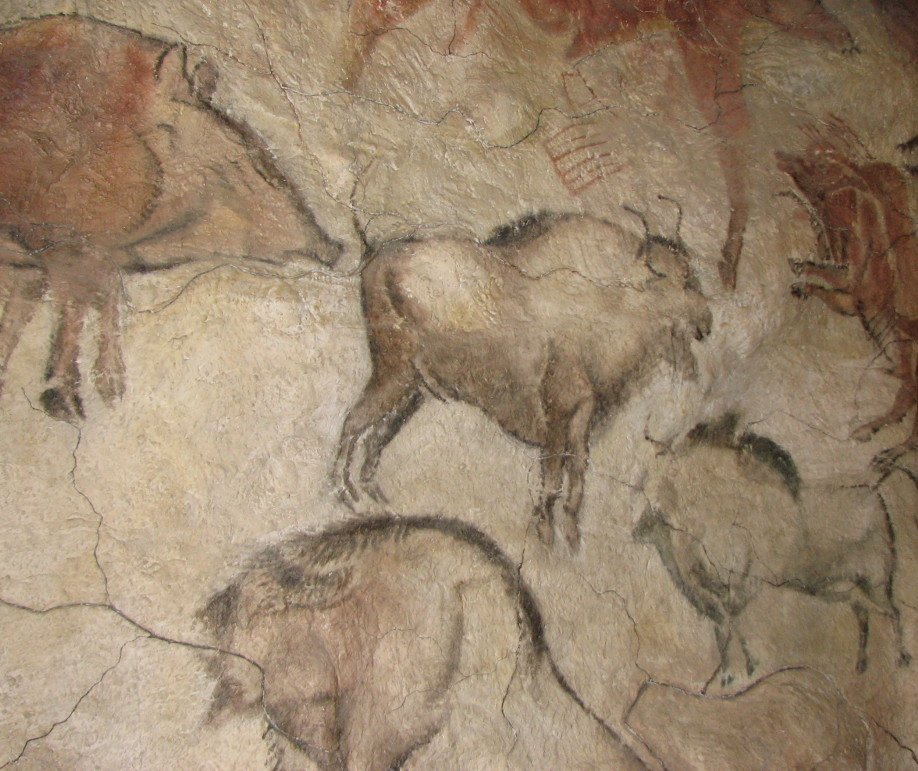
Art prehistòric

Els inicis es troben a temps prehistòrics, al voltant del segle 300aC, quan l'home caçava per a aconseguir aliment i veia la petjada d'un animal a la terra, estava veient un símbol gràfic. En aquella època, les primeres manifestacions artístiques estan relacionades amb l'instint de supervivència.
La més important funció del disseny gràfic és la comunicació visual, ens ajuda a identificar el que és un element i ens aporta informació rellevant de manera senzilla com els primers signes a les pintures rupestres o els senyals de trànsit a les carreteres actuals.
El disseny gràfic existeix des que hi ha memòria i tot el que ens envolta, primer va ser una idea i després va venir la representació gràfica d'aquesta. El llenguatge visual, a diferència d'altres tipus de llenguatge, posseeix les seves pròpies característiques:
- És de caràcter universal perquè el seu codi és directe i de fàcil interpretació, el seu missatge traspassa fronteres d'aquí la seva importància en un món cada vegada més globalitzat.

- Pot ser intencional si és emès per l'home. Per exemple: les banderes de colors que qualifiquen l'estat de la mar a les platges.

- Pot ser casual si està fora del seu control. Per exemple: la imatge en l'horitzó d'un tornado acostant-se.

El símbols funcionen com pensament de l'alfabet humà i com a signe universal.

### Invenció de l'escriptura
(vegeu història de l'escriptura)
La invenció de l'escriptura és una fita clau en la història de la humanitat que va tenir lloc fa uns 5.000 anys a diferents llocs del món. Un dels sistemes d'escriptura més antics és l'escriptura cuneïforme, que es va desenvolupar a Mesopotàmia al voltant del 3400 aC. Aquesta forma d'escriptura utilitzava caràcters en forma de falques gravats en tauletes d'argila i s'utilitzava principalment per a registres comercials, administratius i religiosos en civilitzacions com la Sumèria, l'Acàdia i la Babilònica.
D'altra banda, a l'antic Egipte, es va desenvolupar el primer alfabet, l'escriptura jeroglífica al voltant del 3100 aC. Aquesta escriptura utilitzava símbols pictogràfics i s'usava en monuments, temples i tombes per a inscripcions de caràcter cerimonial i religiós.

Escriptura epigràfica romana

A la Xina, es va desenvolupar l'escriptura xinesa antiga al voltant del 1200 aC, basada en caràcters ideogràfics que representaven idees o conceptes en lloc de sons, cosa que la fa única en comparació amb altres sistemes d'escriptura.
A Europa destaquen les escriptures gregues i romanes. Cap al segle viii aC els grecs van incorporar l'alfabet fenici i el van adaptar al seu llenguatge. Posteriorment, el grec es va convertir en la font de totes les formes d'escriptura modernes a Europa. En l'alfabet llatí romà es poden observar intencions estètiques amb una morfologia similar a la que coneixem avui dia, especialment a la que rep el nom d'epigràfica o lapidària. Es valora la bellesa del disseny, la relació de forma i proporció entre lletres, l'alineació, la interlinea i la composició del bloc de text. El que configura els fonaments del disseny tipogràfic posterior.
Aquests són només dels primers sistemes d'escriptura que van sorgir a diferents regions del món, marcant l'inici d'una era en què la comunicació humana va transcendir les limitacions de l'oralitat i va permetre la preservació i la transmissió del coneixement a través del temps.

#### Alfabets actuals
Avui dia, la majoria dels alfabets que utilitzem actualment es van inspirar en el disseny de l'escriptura egípcia de l'edat de bronze mitjana. Arreu del món s'han anat constituint diferents alfabets com a manera d'expressió cultural.

Alfabets del món i sistemes d'escriptura actuals

##### Alfabet grec
És el primer alfabet complet, és a dir, un sistema d'escriptura amb caràcters diferents per a cada vocal i cada consonant. Actualment, es fa servir per a escriure el grec modern i també per a designar unitats de diversos tipus. Es tracta de l'origen de l'abecedari llatí, així doncs, tota l'escriptura europea prové d'aquest i comparteixen la forma de les seves lletres. Els grecs van adaptar el primer alfabet complet i pràcticament cada vocal consonant correspon a un símbol diferent.

Albafer grec actual

##### Alfabet hebreu
Aquest alfabet és conegut acadèmicament com a escriptura quadrada. És un alfabet de tipus abjat (és a dir, un sistema on les vocals no estan representades). L'escriptura es llegeix de dreta esquerra, les lletres no tenen una forma majúscula i algunes poques d'elles canvien de forma d'acord amb la seva posició. Existeix una forma d'impremta i una de cursiva. Té moltes similituds amb l'alfabet àrab perquè tots dos deriven de l'alfabet arameu que prové de l'antic alfabet fenici.

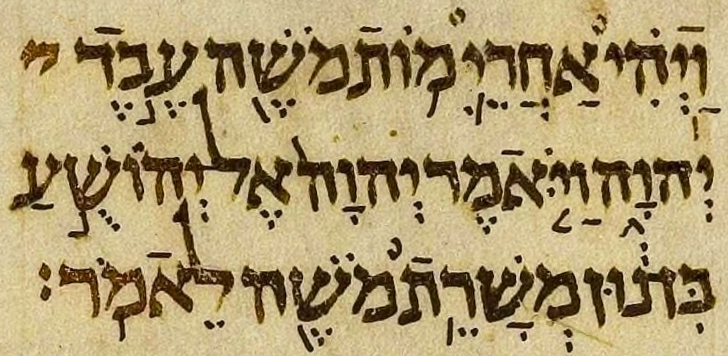
alfabet hebreu

##### Alfabet ciríl·lic
Aquest és utilitzat per algunes llengües eslaves així com per altres russes. Correspon a la composició fonètica de l'antic eslau i té una de les grafies més originals, ja que alguns caràcters indiquen que el disseny de les lletres segueix les normes de la secció àuria. Els caràcters de l'alfabet ciríl·lic són transliterats generalment, en els mitjans científics, segons el sistema establert per l'Institut de Ciències Lingüístiques de l'URSS o també segons el sistema ISO. El desenvolupament de la tipografia ciríl·lica va passar directament de l'època medieval al barroc tardà, sense una etapa renaixentista, com a la resta d'Europa occidental. Les lletres ciríl·liques d'època medieval tardana —encara visibles en moltes icones— es caracteritzen per ser força altes i estretes, sovint compartint traços entre lletres adjacents.

Alfabet ciril·lic

##### Alfabet llatí
En l'ús modern, l'expressió alfabet llatí és usada per a qualsevol derivació directa de l'alfabet utilitzat pels romans. L'alfabet actual de base es forma per 26 lletres: les 23 lletres llatines originals i altres tres (J, V W) afegides al segle xv així com les seves corresponents minúscules. A l'època colonial l'alfabet es va estendre per tot el món i va ser adaptat per moltes llengües que anteriorment no tenien forma escrita. Va ser distribuït per tota Amèrica, Àfrica, Oceania i Àsia seguint les petjades de l'extensió de l'idioma castellà, el portuguès, l'anglès, el francès i el neerlandès.

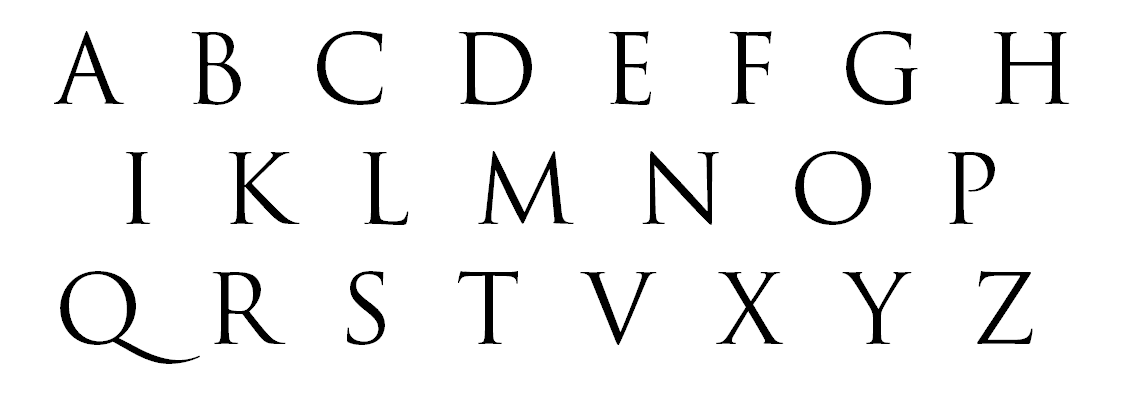
Alfabet llatí

### Manuscrits medievals
Què son el manuscrits medievals?
Son llibres o documents escrits a mà que estan ornamentades amb caplletres decorades, sanefes i miniatures i les decoracions eren amb or i plata. Van ser produïts a l'Europa occidental durant l'Edat Mitjana en el segle 500 dC i 1600 dC.
Aquestes llibre què inclouen  il·lustracions o ornaments son de tradicions occidentals i islàmiques.
Origen:
Els manuscrits il·luminats són obres úniques que conserven determinats llocs i èpoques, però el mes important es el fet del valor artístic i històric amb funció com a eina d’alfabetització medieval com a mecanisme de protecció de obres clàssiques ja que era una època en què les hordes barbares havien enderrocat l’Europa continental.
Suports:

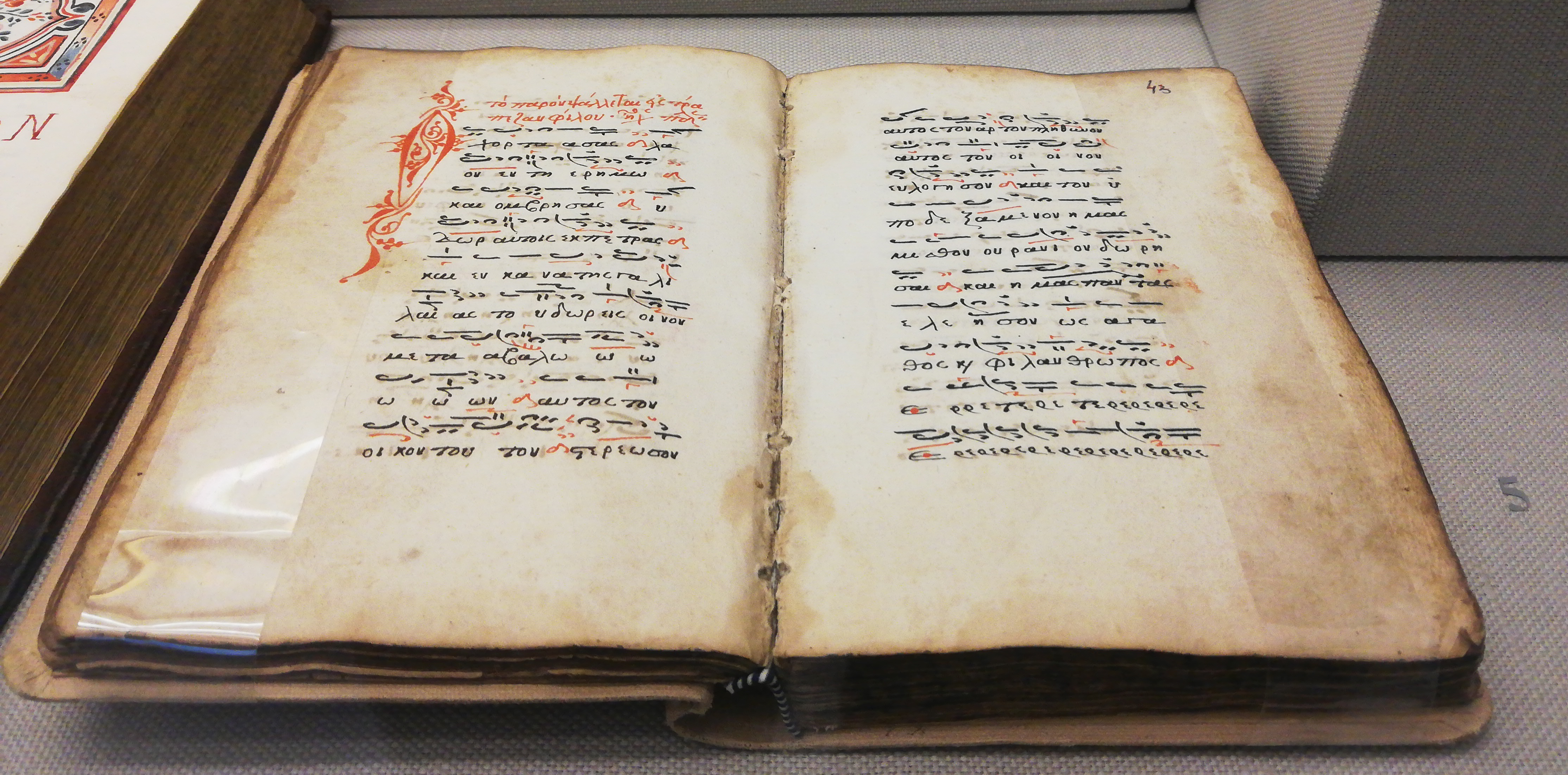
pagina d'un manuscrit musical grec

Els principals suports eren en pergamins però els manuals mes valuosos eren sobre vitel·lia.  
Classificacions:
Els manuscrits medievals mes importants son:
Els Manuscrits Hebreus són un conjunt de 21 manuscrits, quasi tots són de tema bíblic.
Manuscrits Grecs són els manuscrits més antics i una de les peces més rares el Lexicon de sant Ciril d'Alexandria, del segle XI.
Manuscrits Àrabs són recopilacions de tradicions referides al caràcter, aspecte físic, qualitats i costums del Profeta.

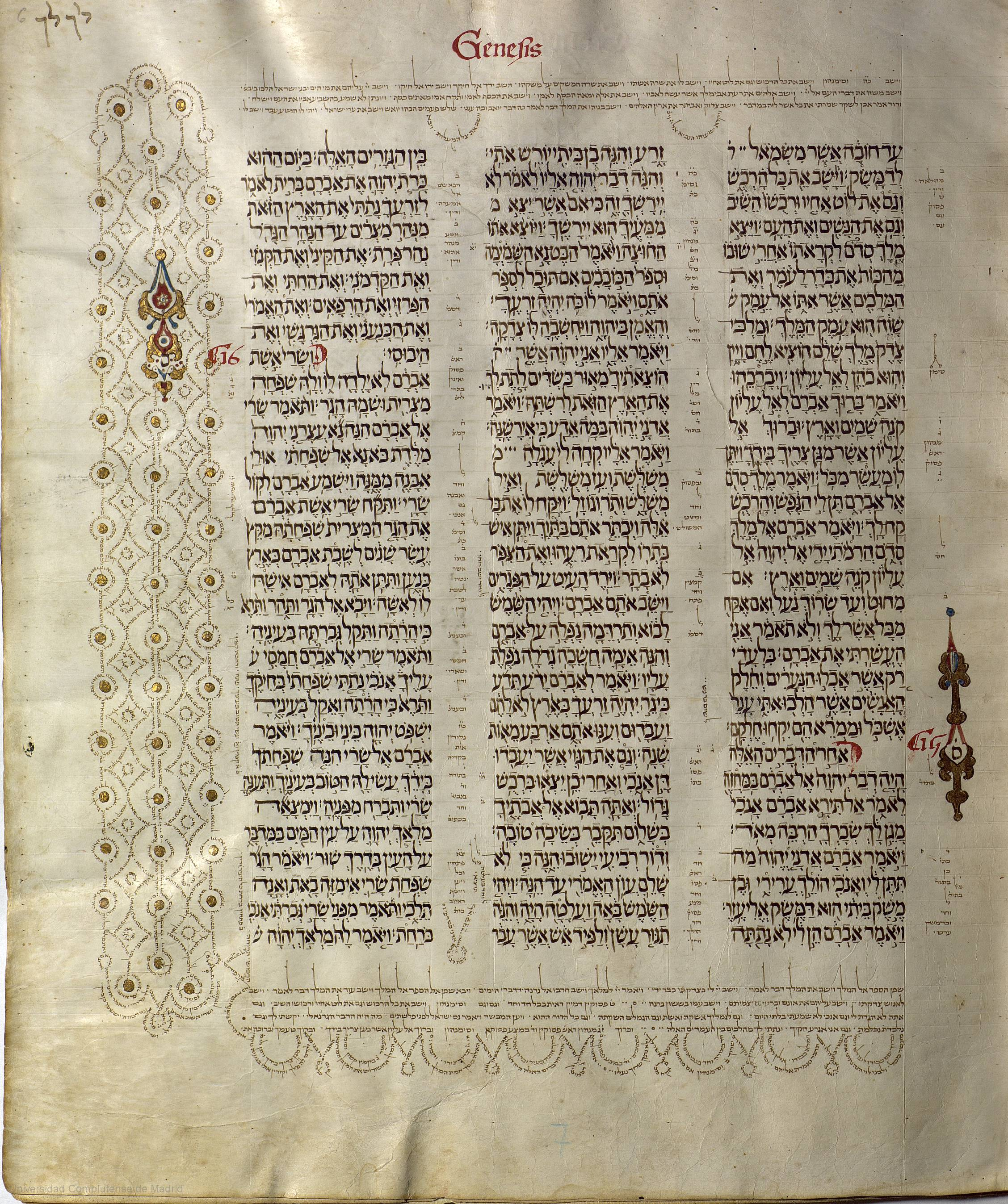
Es una pagina d'un manuscrit hebreu

### Invenció de la imprenta
Tradicionalment sempre s'ha dit que la imprenta va ser creada per Johannes Gutenberg a la dècada de 1440 a Alemanya. Gutenberg va combinar tecnologies existents, com ara la premsa de vi i la impressió amb blocs de fusta, per crear un sistema de tipus mòbils metàl·lics. Això va permetre la producció ràpida i econòmica de llibres i altres textos, cosa que va revolucionar la difusió del coneixement i va establir les bases per a l'era moderna de la comunicació.
No obstant això, Gutenberg

## La revolució industrial
Tipografia
La revolució industrial va ser un període important en el disseny, que va conduir a la distribució de diversos mitjans com a fullets, panells, revistes i periòdics. El terme tipografia no era gaire ampli i, en general, es refereix a tipus de dispositius mòbils. Al principi, als editors no els preocupava la variació de títols i informació textual, ja que era el mateix. No obstant això, després de la revolució, l'enfocament es va centrar a transmetre contingut visualment de manera més atractiva, la qual cosa va portar a la creació de nous estils tipogràfics com sans-serif i jònica.
En 1796, el músic alemany Alois Senefelder va inventar la litografia a Munic, marcant el tercer procés d'impressió. Aquest canvi tecnològic va conduir a un canvi conceptual significatiu a Anglaterra durant la revolució industrial. La substitució dels arcaics prenat per enginys mecànics va permetre l'expansió dels formats del paper, permetent la creació de nombrosos tipus nous d'impressions. Això va generar noves expectatives per al tipògraf, que va utilitzar i va abusar d'aquesta tècnica fins a límits sense precedents. L'aplicació de la tipografia es va expandir per a incloure anuncis, catàlegs, publicacions periòdiques i publicitat comercial. En el segle XIX la tipografia també va introduir les fines, negres i supernegres, així com les esmolades o xuclades i les amples. Encara que la creació tipogràfica és la més extensa i variada de la història, no resulta especialment brillant, amb tres famílies genuïnes: Egypt, Ancients, Grotesques o Gòtiques, i English Illiterate.

La invenció de la fotografia
El sorgiment de la fotografia durant la Revolució Industrial va representar un moment crucial a la història de la humanitat. Mitjançant la combinació de l'òptica, la química i la tecnologia, visionaris com Louis Daguerre i William Henry Fox Talbot van aconseguir capturar imatges de forma permanent per primera vegada a la dècada de 1830. Aquest avenç innovador no només va canviar la manera com es registrava el món, sinó que també va obrir noves possibilitats creatives i artístiques. La fotografia es va convertir en una eina inigualable per conservar la història, expressar art i comunicar de manera visual.
Londres i París, capitals del disseny gràfic
Van ser durant molt de temps focus d'innovació i creativitat al món del disseny gràfic, especialment en l'àmbit del cartellisme. A través de les seves vibrants escenes artístiques i culturals, aquestes ciutats han estat bressols de moviments avantguardistes que han deixat una marca a la història del disseny.
A la dècada de 1960, Londres va ser testimoni de l'explosió del cartellisme modern amb Peter Max i Wes Wilson, els seus dissenys psicodèlics van capturar l'essència contracultural de l'època. Aquests cartells, amb colors vibrants i lletres fluides, es van convertir en icones de l'era de l'amor lliure i la revolució juvenil.
Al llarg del segle xx, París va ser el centre de moviments artístics com el Cubisme i el Surrealisme, que van deixar marca en el disseny gràfic. Henri de Tolosa-Lautrec i A.M. Cassandre van revolucionar l'art del cartell amb la seva innovació i capacitat per fusionar art i comunicació.
Modernisme
El cartell és un mitjà de comunicació visual destinat a un públic anònim i heterogeni al carrer. Ha de ser clar en imatge per a transmetre ràpidament un missatge, sent l'originalitat i expressivitat elements clau. La imatge ha de ser atractiva i parlar per si mateixa per a atreure l'atenció de l'espectador. La repetició del cartell en diferents llocs i moments ajuda al fet que el seu missatge es gravi en la memòria del públic.
Els cartells van experimentar un augment de grandària amb el pas del temps, passant d'anuncis interiors petits a grans cartells de carrer. Aquest canvi va obrir noves possibilitats i va coincidir amb l'auge industrial i la transformació de la societat europea en una de consum i competència. A Espanya, Catalunya va liderar la producció de cartells en la dècada dels noranta, mentre que la resta del país mostrava una producció lànguida centrada en fires i festes tradicionals.
En la dècada dels noranta a Barcelona es va desenvolupar el cartell modernista. Encara que una mica ressagat respecte al cartellisme europeu, en 1896 es van presentar els primers cartells moderns a Catalunya. Aquest moviment artístic i publicitari es va basar en esdeveniments com a exposicions de Belles arts i Indústries Artístiques, festes modernistes i la creació d'associacions artístiques. No obstant això, el modernisme català no va ser tan influent com el cartellisme europeu ja establert.
El modernisme es va desenvolupar a Europa des de la dècada de 1880 fins a la Primera Guerra Mundial amb la intenció d'unificar les belles arts i les arts aplicades en un estil universal conegut com Gesamtkunstwerk. Aquest moviment va influenciar la decoració i el disseny de mobles, il·lustracions de llibres i molts altres aspectes de la vida quotidiana. Va sorgir com a resposta al creixement de la industrialització, promovent l'artesania tradicional i els valors col·lectius medievals. William Morris va ser una figura clau en aquest moviment, rebutjant la producció en massa i destacant la importància de l'artesania. El terme "Art Nouveau" va sorgir en 1884 per a descriure a un grup d'artistes reformistes, estenent-se ràpidament per tot Europa. Els modernistes advocaven per la integració de l'art en la vida diària i la fusió de les belles arts amb les arts aplicades en diversos camps com l'arquitectura, la moda i la joieria.
Els cartells de Alphonse Molta exhibeixen elements característics del moviment Art Nouveau, com a formes corbes, asimetria i figura femenina estilitzada. Benvolgut per marques i artistes, es considera precursor del publicista de masses.En 1896, Alphonse Molta va crear Les quatre estacions per a F. Champenois Imprimeur, destacant el seu estil i personificació d'estacions.

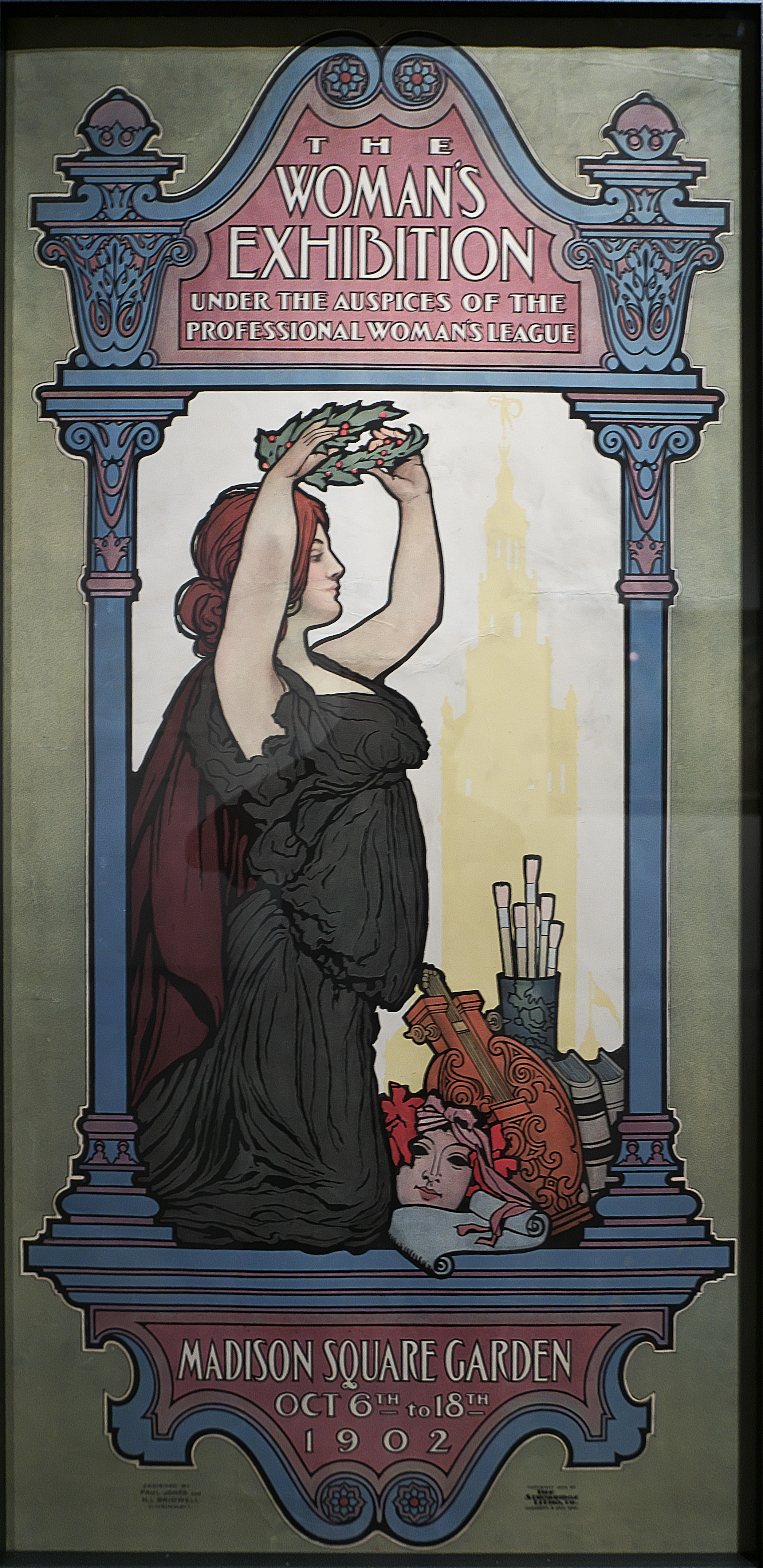
Exposició de la dona, Harry Loud Bridwell i Paul Jones

## Les avantguardes

### La influencia del art modern
Les dues primeres dècades del segle xx van ser un període de canvi que va alterar radicalment tots els aspectes de la condició humana. La vida social, política, cultural i econòmica va patir una gran pertorbació. En Europa, les monarquies van ser substituïdes per la democràcia, el socialisme i el comunisme. La tecnologia i als avanços científics van transformar el comerç i la indústria. Al transport va patir un canvi radical amb l'arribada de l'automòbil (1885) i a l'avió (1903). Al cinema (1896) i la ràdio (1895) pronosticant una nova era de les comunicacions humanes. La matança que va tenir lloc durant la primera de les dues guerres mundials, amb armes destructives que brindava la tecnologia, va alterar les tradicions i les institucions de les civilitzacions occidentals per complet.
A l'art visual del disseny experimentarà una sèrie de revolucions creatives que van qüestionar els valors establerts i les maneres d'organitzar a l'espai, i també el paper de l'art i el disseny de la societat. Molts artistes es van dedicar a estudiar les idees fonamentals del color i la forma, la proposta social i l'expressió de les teories freudianes i els estats emocionals profunds de l'ésser humà. Alguns d'aquests moviments moderns, com el fauvisme, no va afectar el disseny gràfic; en canvi, altres, com el cubisme i el futurisme, el dadaisme i el surrealisme, el suprematisme, el constructivisme i l'expressionisme, van exercir una influència directa en els llenguatges gràfics de la forma i comunicació visual d'aquest segle. L'evolució del disseny gràfic del segle XX guarda una relació estreta amb la pintura, la poesia i l'arquitectura moderna.

### Bauhaus[20]
Bauhaus, literalment significa "casa de construcció", va començar com una escola d'͏art a͏lemanya a p͏rincipi͏s del segle xx. Format per Wa͏lter Gropius, fina͏lment es va conv͏ertir en un moviment d'art modern únic reconegut per la seva a͏rquitectura disti͏ntiva i la seva filosofia ͏de͏ disseny. Actualment͏, la Bauhaus és coneguda per la ͏fusió͏ de les belles ar͏ts amb l'artesania i pe͏r la se͏va influència perm͏anent en ͏l'art modern i contemporani.͏
L'any 1919, l'arqui͏tecte alemany Walter͏ G͏ropius va fundar Staatli͏ches Bau͏haus, una escola͏ que pret͏enia combi͏nar totes les formes d'art en un sol lloc. L'escola va atreure ͏els artistes més creatius d'Europa com Josef͏ Al͏bers, Wa͏ssily Kandinsky i Paul Klee, que hi van ensenyar.
La Bauhaus, com a institució educativa, va operar en tres ciutats: Weimar (1919 a 1925), Dessau (1925 a 1932) i Berlín (1932 a 1933).

#### Weimar
Weimar, també coneguda com a Bauhaus Estatal en Weimar, va ser on Gropius va establir les bases per a la futura Bauhaus; és on va establir ideals que serien considerats visionaris per a l'època. L'art, segons el seu manifest i el seu programa, ha de complir una funció social i ja no hauria d'haver-hi una divisió de disciplines basades en l'ofici.
En Weimar, el “taller escènic” era una part important de l'educació. Va ser dirigida per Lothar Schreyer de 1921 a 1923 i després per Oskar Schlemmer de 1923 a 1925. Va reunir les arts visuals i escèniques i va destacar un enfocament interdisciplinari.

#### Dessau
Dessau va ser considerada el centre de trobada durant l'apogeu de la Bauhaus. Va sorgir després del tancament de Weimar per raons polítiques. En aquesta etapa, l'escola es va centrar en el disseny de nous productes industrials per al consum massiu, sent la majoria dels dissenys i productes icònics de la Bauhaus originaris de Dessau.
Aquí, Gropius també va dissenyar i va construir el famós edifici de la Bauhaus.
El segon director en Dessau va ser l'arquitecte suís Hannes Meyer, la filosofia de disseny del cual es resumia en:“1. vida sexual, 2. hàbits de somni, 3. mascotes, 4. jardineria, 5. higiene personal, 6. protecció contra la intempèrie, 7. higiene en la llar, 8. manteniment de l'automòbil, 9. cuinar, 10. calefacció, 11. exposició al sol, 12. serveis: aquestes són les úniques motivacions a l'hora de construir una casa.
Examinem la rutina diària de tots els que viuen a la casa i això ens dona el diagrama funcional: el diagrama funcional i el programa econòmic són els principis determinants del projecte de construcció”.
Aquesta etapa de la Bauhaus es va dissoldre el 30 de setembre de 1932.

#### Berlín
Berlín va representar l'última etapa de la Bauhaus. A causa de la creixent pressió dels nazis i les retallades de finançament, el treball realitzat durant aquest període va ser limitat. La mudança a Berlín va tenir lloc després del tancament de Dessau, i els mestres i estudiants de la Bauhaus es van reunir novament a l'octubre de 1932 en una fàbrica de telèfons abandonada. No obstant això, l'11 d'abril de 1933, la policia i les SA van inspeccionar i van clausurar el lloc.
El cos docent va decidir dissoldre la Bauhaus al juliol de 1933. No obstant això, fins i tot després del seu tancament definitiu, la influència i l'estètica de l'escola van perdurar, culminant en el moviment Bauhaus.

#### Estil de la Bauhaus
L'estil Bauhaus va sorgir a Alemanya a principis del segle xx, amb artistes com Wassily Kandinsky, Paul Klee i Josef Albers. Aquest corrent artístic va influir profundament en el disseny gràfic, l'arquitectura i el disseny industrial. L'estil Bauhaus es caracteritza pel seu minimalisme, simplicitat i disseny. Segons el seu fundador Walter Gropius, el seu objectiu era aplicar principis d'enginyeria per a crear mobles i objectes que fossin útils i accessibles, promovent tant l'artesania com les belles arts.

##### Art de la Bauhaus

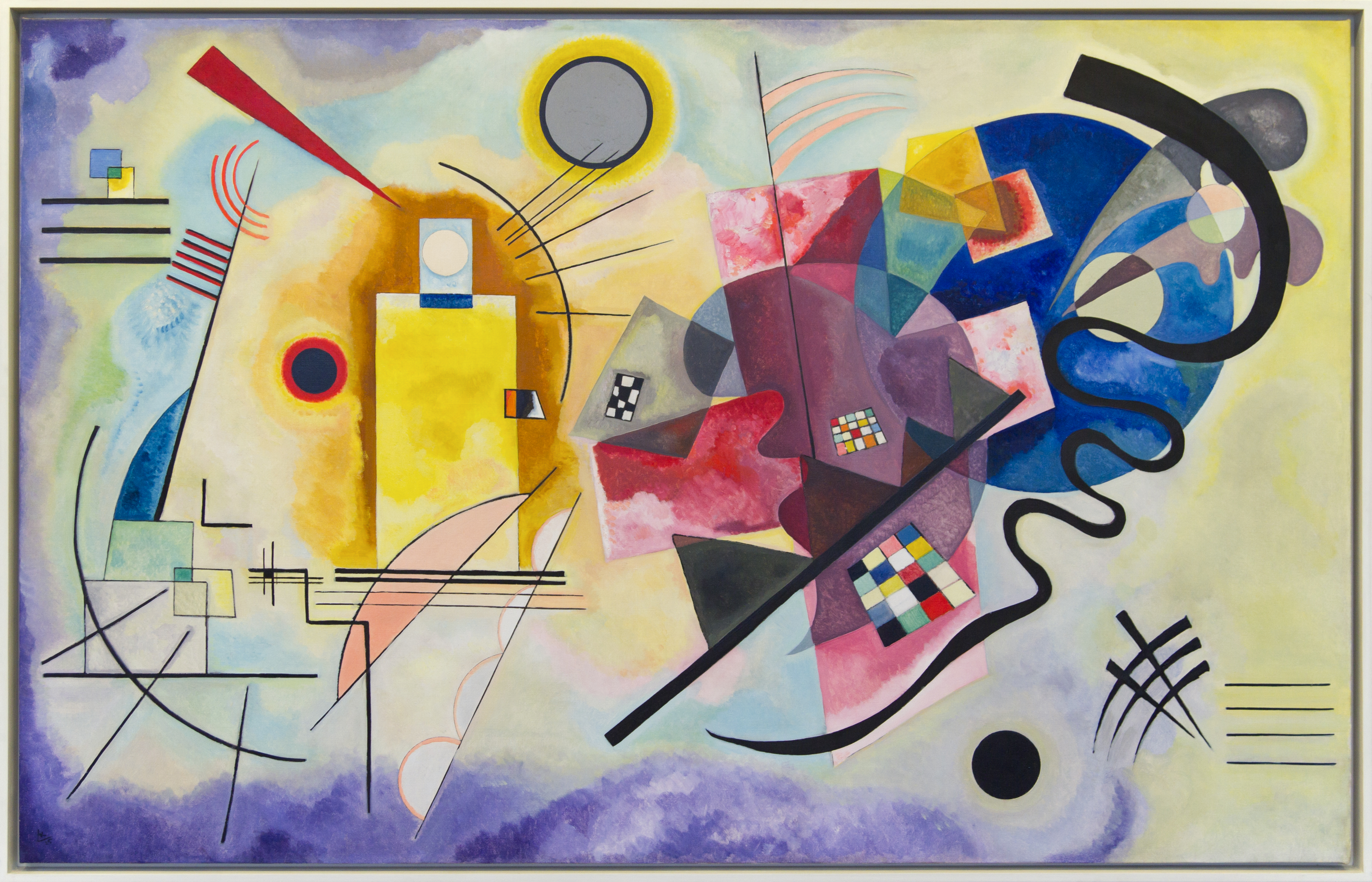
Kandinsky - Jaune Rouge Bleu

En l'art, aquest enfocament en la funcionalitat es manifesta en les composicions equilibrades de pintures abstractes d'artistes de la Bauhaus com Wassily Kandinsky i Paul Klee.
Sens dubte influenciades per l'arquitectura, les pintures solen combinar plans amb formes superposades per a suggerir dimensionalitat.

##### Arquitectura de la Bauhaus

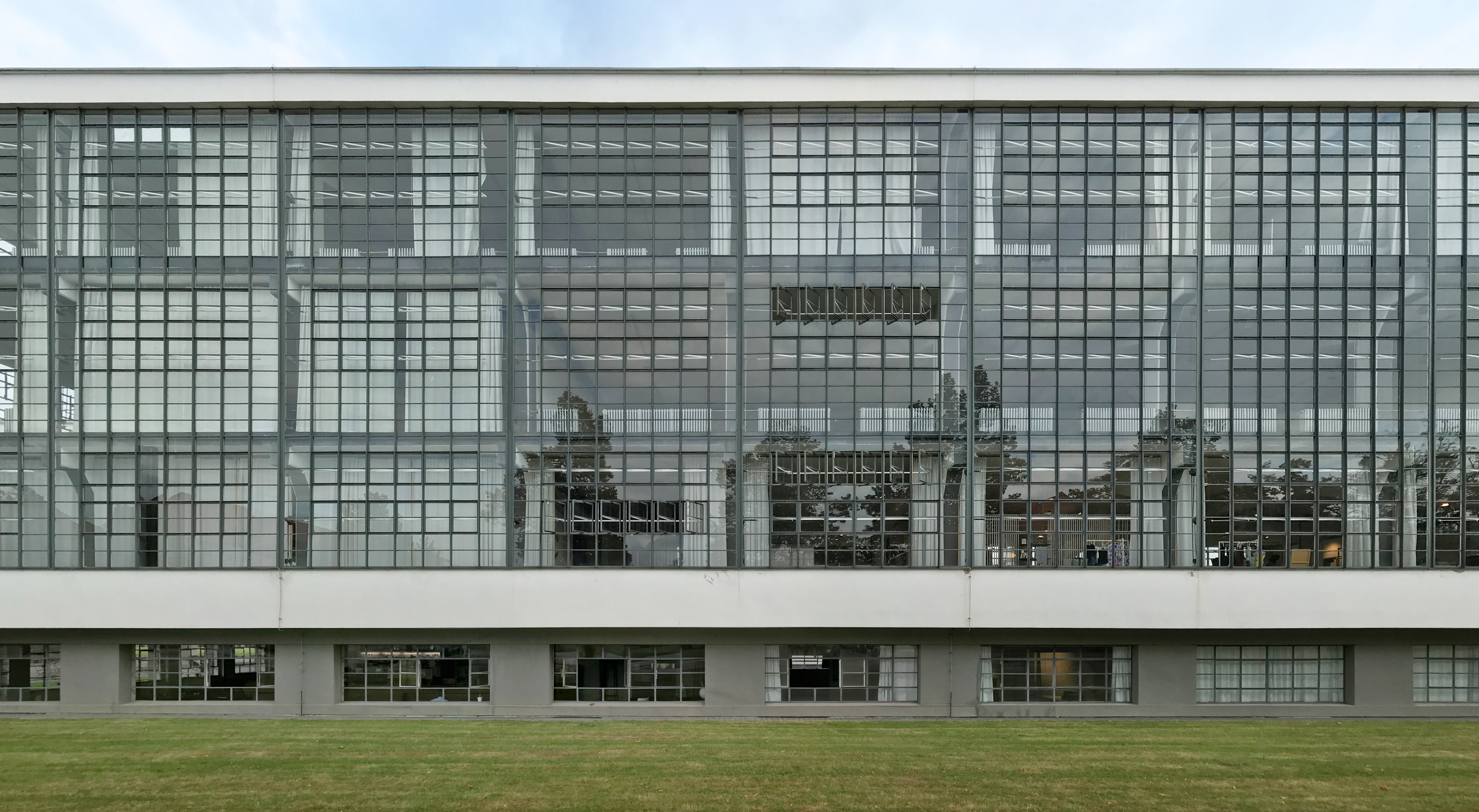
Bauhaus-Dessau arquitectura

Igual que l'art de la Bauhaus, l'arquitectura d'aquest estil es caracteritza per formes geomètriques harmoniosament equilibrades i un enfocament en la funcionalitat. Amb espais oberts i abundant ús de vidre, s'inspira en l'aparença simple però sofisticada del moviment American Arts and Crafts, popularitzat pel destacat arquitecte i pioner de la Prairie School, Frank Lloyd Wright. A més, aquest moviment arquitectònic modern va influir significativament en el disseny de les cases modernes de mitjan segle, que adopten les línies netes i el disseny funcional característics dels edificis Bauhaus.

##### Diseny d'interiors de la Bauhaus

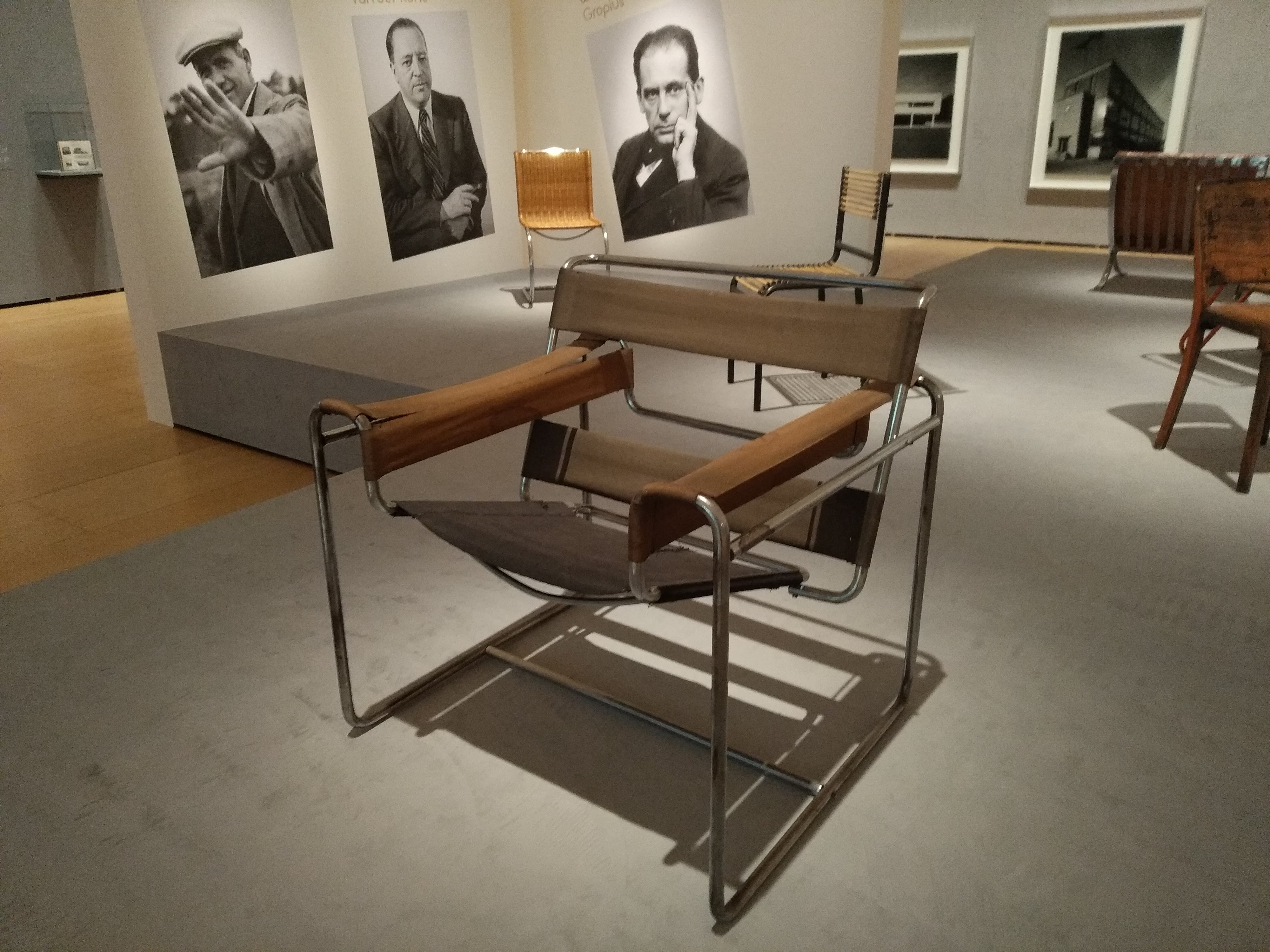
Cadira Wassily

Els espais interiors de la Bauhaus són reconeguts per la seva simplicitat i amplitud. Els mobles emblemàtics que decoraven aquests ambients sempre van ser acuradament dissenyats. Les cadires, per exemple, van ser redissenyades per Marcel Breuer, qui dirigia el taller de fusteria de la Bauhaus en Dessau. El seu objectiu era crear peces minimalistes i aptes per a la producció en massa, principalment fabricades en metall. Com a resultat, va sorgir la cadira Wassily, que és plegable i lleugera, i porta el nom del pintor Wassily Kandinsky.

## Cartellisme Politic
La publicitat política és una forma de publicitat que se centra en qüestions polítiques. Els anuncis polítics són eines gràfiques i de vídeo eficaços per a comunicar idees.
El cartell es va crear com una manera d'exhibir i estimular als col·leccionistes de la comunitat. El món industrial de finals del segle XIX li va donar origen.
Entre la dècada de 1870 i la Primera Guerra Mundial, es va promoure la publicitat mostrant estils de decoració de moda i utilitzant un llenguatge que la majoria podia entendre. Alguns cartellistes, com Jules Chéret i Toulouse-Lautrec, van anar més enllà de les primeres convencions del gènere.
Amb la Primera Guerra Mundial, la Revolució Soviètica i l'ascens del feixisme, la publicitat política va sorgir amb una cultura pròpia.

## Primera Guerra Mundial
Els cartells bèl·lics de la primera Guerra Mundial presenten: el conflicte com una croada. Va haver-hi cartells de reclutament, cartells que sol·licitaven suport econòmic (bons de guerra), i cartells que divulgaven les atrocitats de la guerra, en els quals cada bàndol presentava a l'altre com un vilà.
Exemple de cartell de reclutament va ser el Lord Kitchener Wants You d'Alfred Leete (1914).12 Es tracta d'un cartell succint i directe, en el qual es perceben els ulls i el gest com a acusadors, impedint la fugida del compromís. Un altre autor important d'aquesta tipologia de cartell va ser Montgomery Flagg, amb I want you for the O. S. Army.
El llenguatge heroic d'aquests cartells es diferencia clarament del llenguatge frívol dels anuncis de productes domèstics propi del cartelismo comercial; no obstant això, I want you for the Navy d'Howard Chandler Christy conté les característiques pròpies del cartell publicitari que apareixeria als Estats Units després de la guerra.

## Revolució soviètica
El major desenvolupament dels mitjans polítics a Rússia es va produir després de 1917. En 1919 va aparèixer una nova publicació, l'autor de la qual va ser Mikhail Cheremnyj. El seu títol general és Finestra d'Humor del Telègraf Rus, i es coneix amb l'acrònim ROSTA (Agència Russa de Telègrafs).
Les “finestres” consistien en il·lustracions amb peus que recorden la seqüència cinemàtica de les vinyetes del còmic. El poeta Mayakovski, que havia participat en el renovat interès general per les tradicions populars del lubok, va fer els dissenys més famosos d'aquesta sèrie, on va desenvolupar una notable combinació de poesia i imatge.
L'important és que la creació d'aquests dissenys sigui col·laborativa, amb còpies fetes a mà i distribuïdes ràpidament per a exhibir-les en les "finestres".

## El "Estado Novo" en Portugal
La dictadura d'Oliveira Salazar (El Estado Novo) va buscar la legitimació en cartells de propaganda que es difonien en l'entorn escolar. En 1935 va tenir una enorme difusió Portugal não é um país pequeno (on sobre el mapa d'Europa se superposaven plans vermells que representaven la forma de les colònies portugueses, i que pràcticament la cobrien sencera), i en 1938, amb motiu dels deu anys de permanència en el poder, la sèrie A Lição de Salazar.

## La segona meitat del s. XX
Consolidació de l'estil estatunidenc
L'estil tipogràfic internacional
La imatge conceptual
L'Art Conceptual desplaça l'interès de l'obra al procés d'ideació, enriquint el llenguatge artístic. La desmaterialització de l'objecte artístic marca “l'estètica processual”. Les "obres conceptuals" són sistemes oberts que inclouen les accions i els processos de l'artista. L'art conceptual és la culminació de l'estètica processual a l'art contemporani. Es qüestiona la realitat de l'art, centrant-se en la idea i el procés en comptes de l'obra en ella mateixa.
Joseph Kosuth a "La Setena Investigació" (Proposició Un, 1969-70) proposa instruccions analítiques per a l'observació. Victor Burgin (1970-1973) detalla operacions d'observació a textos impresos. Ambdós artistes converteixen l‟observació de l‟art en observació del món. Les seves instruccions generen adaptacions a contextos específics, reprenent el control de la realització mitjançant la interacció entre concepte i context a l'Art Conceptual.
L'Art Conceptual desmaterialitza l'objecte artístic, centrant-se en l'experiència, la idea i el concepte. Aquest moviment, sorgit als anys 60 i 70, qüestiona la necessitat de visualitat en l'art i transforma la relació entre artistes i crítics. Els artistes conceptuals assumeixen rols crítics i teoritzen sobre el seu treball, eliminant la divisió tradicional entre producció i avaluació artística.

## El disseny gràfic per països
Panoràmica actual
És un moment emocionant per al disseny gràfic a Espanya, ja que el camp continua evolucionant i adaptant-se a les tendències emergents, les influències culturals i els avanços tecnològics. En aquest breu context, explorarem algunes de les tendències actuals, les influències clau i l'impacte de la tecnologia en el panorama del disseny gràfic a Espanya. Aprofundirem en com els dissenyadors estan abraçant el minimalisme, l'ús de la il·lustració digital i la importància de la sostenibilitat, així com les influències culturals i la tecnologia que continuen inspirant i transformant el camp del disseny.
Tendències en el disseny gràfic a Espanya:
1. Minimalisme: Molts dissenyadors estan adoptant un enfocament minimalista, utilitzant espais en blanc, tipografies simples i paletes de colors limitades.
2. Il·lustració Digital: L'ús de la il·lustració digital està en augment, amb dissenyadors que opten per il·lustracions personalitzades i art digital per a projectes de tot tipus.
3. Tipografies: El disseny de tipografies personalitzades està guanyant popularitat, donant als projectes un toc únic i distintiu.
4. Ecologia i Sostenibilitat: Hi ha una creixent consciència sobre la sostenibilitat en el disseny gràfic, amb una tendència cap a l'ús de materials reciclats, tints ecològics i disseny eco-friendly.
5. Moviment i Animació: Els dissenyadors estan integrant cada vegada més el moviment i l'animació en els seus treballs, creant experiències interactives i dinàmiques per als usuaris.
Influències en el disseny gràfic a Espanya:
1. Cultura i Tradició: La rica història i cultura d'Espanya segueixen sent una font d'inspiració per als dissenyadors, amb elements com l'art medieval, el modernisme català i el moviment surrealista que influeixen en el disseny contemporani.
2. Tendències Internacionals: Els dissenyadors espanyols estan influïts per les tendències globals en el disseny, absorbint influències de països com els Estats Units, el Regne Unit i Japó.
3. Innovació Tecnològica: Les innovacions tecnològiques continuen impactant el disseny gràfic, amb eines com la realitat augmentada (AR), la intel·ligència artificial (IA) i la impressió 3D que ofereixen noves possibilitats creatives.
Impacte de la Tecnologia en el disseny gràfic a Espanya:
1. Eficiència i Productivitat: Les noves tecnologies han millorat l'eficiència i la productivitat dels dissenyadors, permetent-los treballar de manera més ràpida i eficaç.
2. Accessibilitat: La tecnologia ha fet que el disseny gràfic sigui més accessible per a una àmplia gamma de persones, amb eines com els programes de disseny gràfic en línia i les plataformes de freelance que faciliten l'entrada al camp.
3. Creativitat: Les tecnologies emergents com AR i VR estan ampliant els límits de la creativitat en el disseny gràfic, permetent als dissenyadors crear experiències immersives i interactives per als seus clients i audiències.
Aquestes són només algunes de les tendències, influències i impactes de la tecnologia en el disseny gràfic a Espanya, i segurament hi ha molts altres factors en joc.
Els dissenyadors gràfics més destacats actualment:
Javier Jaén: (Barcelona) va estudiar Disseny Gràfic i Belles Arts a Barcelona, Nova York i Budapest. Els seus treballs se centren en el fotomuntatge i la il·lustració editorial, portades de llibres i de premsa i comunicació publicitària relacionada amb esdeveniments. Treballa visualment el llenguatge simbòlic, des de la doble lectura dels elements i la suma de conceptes.
Laura Meseguer: (Barcelona) és dissenyadora gràfica i tipògrafa, té fins i tot el seu propi catàleg de tipografies comercialitzant-ne algunes. Està especialitzada en el disseny de lletres i lettering per a marques, i és ni més ni menys que una referent de la cultura tipogràfica a Espanya, i és a més docent en diverses escoles de disseny
Isidro Ferrer: (Madrid) és un il·lustrador i dissenyador gràfic que va estudiar art dramàtic i el va portar a orientar la seva trajectòria professional a la creació gràfica i destaca per treballar amb elements artesanals en els seus dissenys, construeix objectes i treballa els conceptes creatius, literalment, a mà. També treballa la il·lustració conceptual unint conceptes en formes cohesionades. Té el Premi Nacional de Disseny el 2002 i és un exemple que quan un concepte és potent, és igual si és imperfecte o fet a mà.
Pati Núñez: (Girona) és dissenyadora gràfica especialitzada en branding i packaging i la primera dona a guanyar el Premi Nacional de Disseny, el 2007. Combina la seva activitat professional amb la docència i destaca per treballar conceptes visuals potents als envasos, allunyant-se de les recurrències i aportant una elegància màxima als productes.
Alex Trochut: (Barcelona) és un dissenyador gràfic, il·lustrador i tipògraf espanyol, destaca pels seus treballs de lettering i treballar amb grans marques com Nike, Adidas, CocaCola, Peps, Apple… És net del tipògraf Joan Trochut, amb la qual cosa es nota que en té una bona base i inspiració per jugar amb els tipus i la il·lustració de les pròpies paraules.
Isabel Cabello: (Málaga) és una dissenyadora gràfica especialitzada en Packaging que actualment té el seu estudi Cabello x Mure i se la coneix per ser la gran artista que ha fet un gir al sector de l'oli d'oliva de Jaén, dissenyant marques i envasos plens d'innovació, dissenys elegants i potents i explicar històries relacionades amb els propis productes.
Daniel Gil: (Santander), és un dels pioners del disseny gràfic espanyol del segle xx. És autor de més de 4000 cobertes per a Alianza Editorial i un ambaixador del disseny gràfic dins i fora d'Espanya i destacava pel seu surrealisme en els dissenys, a més dels procediments per elaborar-los, el fotomuntatge, l'ús dels objectius, la intervenció de la tipografia als elements, etc. Així representava el contingut de cada llibre, però no de manera òbvia.
Stefan Sagmeister: (Àustria) és un dissenyador gràfic i tipògraf. La seva carrera ha destacat per la fusió de conceptes artístics i dissenys comercials, cosa que li va permetre treballar amb clients com The Rolling Stones, HBO o el Museu de Guggemheim.
Disseny gràfic associat a tecnologies integrades
La integració de la tecnologia blockchain en el disseny gràfic és una tendència emergent que està transformant la manera com es gestionen i comparteixen els actius digitals. La blockchain ofereix una plataforma segura i transparent per emmagatzemar informació, permetent als dissenyadors protegir la propietat intel·lectual dels seus treballs i verificar la seva autenticitat.
Una de les aplicacions més destacades de la blockchain en el disseny gràfic són els NFTs (Tokens No Fungibles). Els NFTs són representacions digitals úniques d'actius com obres d'art, vídeos i altres creacions visuals, emmagatzemades en la blockchain. A través dels NFTs, els dissenyadors poden crear i vendre obres d'art digital com a actius únics, amb un registre públic i immutable de la seva autenticitat i propietat.
A més de la protecció de la propietat intel·lectual, la tecnologia blockchain també està transformant la manera com es venen i distribueixen els treballs dels dissenyadors. Aquestes plataformes permeten als creadors vendre les seves obres directament als consumidors sense la necessitat d'intermediaris, proporcionant una manera eficient i segura de comercialitzar els seus treballs.
Per acabar, la blockchain està obrint noves oportunitats en el camp del disseny col·laboratiu i la co-creació. Mitjançant l'ús de contractes intel·ligents i registres descentralitzats, els dissenyadors poden col·laborar en projectes de manera transparent i segura, assegurant que es respectin els drets d'autor i es recompensi a cada part per la seva contribució.